# Penstemon wendtiorum
Penstemon wendtiorum är en grobladsväxtart som beskrevs av Billie Lee Turner. Penstemon wendtiorum ingår i släktet penstemoner, och familjen grobladsväxter. Inga underarter finns listade i Catalogue of Life.